# Occidental Chemical
Occidental Chemical Corporation (Oxychem), är en amerikansk kemisk-teknisk producent och marknadsförare av olika kemikalier som till exempel 1,2-dikloretan, cyanursyra, kalium, kaliumklorid, kaustiksoda, klorerade kolväten, klorin, natriumsilikat, polyvinylklorid, resorcinol och vinylklorid.
Bolaget har 25 tillverkningsanläggningar varav 23 återfinns i de amerikanska delstaterna Alabama, Georgia, Illinois, Kansas, Louisiana, Michigan, New Jersey, New York, Ohio, Pennsylvania, Tennessee och Texas och en vardera i Chile och Kanada.
Oxychem är ett helägt dotterbolag till det multinationella petroleum- och naturgasbolaget Occidental Petroleum Corporation.